# Farsø Byliste
Farsø Byliste var en lokal borgerliste med et upolitisk grundlag, der med udgangspunkt i Farsø stillede op til kommunalvalg i først Strandby-Farsø Kommune og senere i Farsø Kommune i perioden 1937 til 2001. Det lykkedes listen med Erik Rabøl Jørgensen i spidsen at erobre borgmesterposten i Farsø Kommune ved valget i 1986.

## Resultater

### Standby-Farsø Kommune (1937 - 1966)[2]
| Valgår | Procent | Stemmetal | Antal mandater |
| ------ | ------- | --------- | -------------- |
| 1937   | 36,9 %  | 266       | 3 / 11         |
| 1943   | 19,3 %  | 237       | 2 / 11         |
| 1958   | 17,9 %  | 309       | 2 / 11         |
| 1962   | 22,3 %  | 418       | 3 / 11         |
| 1966   | 22,1 %  | 457       | 3 / 11         |

### Farsø Kommune (1970 - 2001)[3]
| Valgår | Procent | Stemmetal | Antal mandater | Bemærkning                |
| ------ | ------- | --------- | -------------- | ------------------------- |
| 1970   | 11,7 %  | 447       | 2 / 17         |                           |
| 1974   | 17,8 %  | 650       | 3 / 17         |                           |
| 1978   | 20,9 %  | 933       | 4 / 17         | Farsø Tværpolitiske Liste |
| 1981   | 23,5 %  | 1052      | 5 / 17         | Farsø Borgerliste         |
| 1982   | 25,2 %  | 1147      | 5 / 17         | Farsø Borgerliste         |
| 1985   | 16,0 %  | 696       | 4 / 17         |                           |
| 1989   | 12,0 %  | 525       | 2 / 17         |                           |
| 1993   | 6,5 %   | 295       | 1 / 15         |                           |
| 1997   | 9,6 %   | 435       | 2 / 15         |                           |